# شراب گلابی

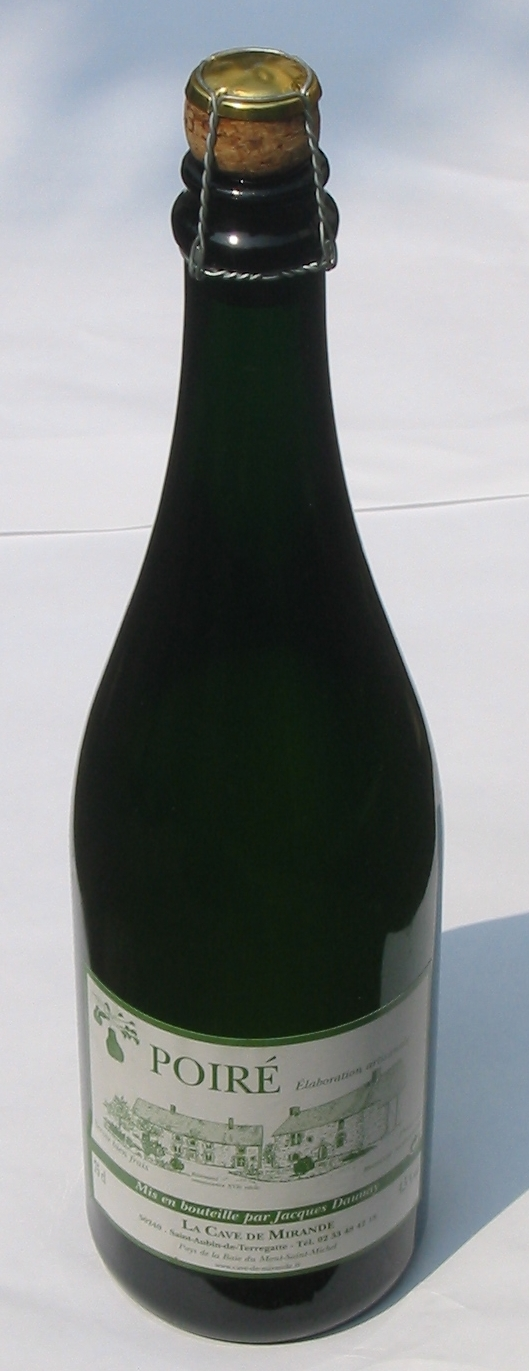
یک بطری شراب گلابی.

شراب گلابی یا پری (به انگلیسی: Perry) یک شراب تخمیر شده از آب‌میوه و از نوشیدنی‌های الکلی است. این شراب بیشتر و به شکل سنتی از آب گلابی به همان روش شراب سیب ساخته می‌شود. این شراب در کشورهای انگلستان، ولز و فرانسه ساخته می‌شود.